# Thomassique
Thomassique este o comună din arondismentul Cerca-la-Source, departamentul Centre, Haiti, cu o suprafață de 262,01 km2 și o populație de 57.496 locuitori (2009).